# Верхняя Чукча
Верхняя Чукча — река в России, протекает по Усть-Цилемскому району Республики Коми. Левый приток Печоры.
Река Верхняя Чукча течёт через болота и сосновые леса. Устье реки находится в 10 км по левому берегу протоки Мещанский Шар реки Печоры. Вблизи устья находится нежилая деревня Мещанское. Длина реки составляет 112 км, площадь водосборного бассейна 421 км².

## Данные водного реестра
По данным государственного водного реестра России относится к Двинско-Печорскому бассейновому округу, водохозяйственный участок реки — Печора от водомерного поста Усть-Цильма и до устья, речной подбассейн реки — бассейны притоков Печоры ниже впадения Усы. Речной бассейн реки — Печора.
Код объекта в государственном водном реестре — 03050300212103000081052.